# Митрофан (Кодич)
Митрополит Митрофа́н (в миру Ра́дован Ко́дич, серб. Радован Кодић; 4 августа 1951, село Люша, община Шипово, Босния и Герцеговина) — епископ Сербской православной церкви, митрополит Канадский.

## Биография
В 1966 году окончил начальную школу. В 1971 году окончил духовную семинарию Трёх святителей в монастыре Крка.
В 1970 году принял монашество в канун праздника Введения, а в день праздника был рукоположён в сан иеродиакона епископом Стефаном (Боцей).
6 января 1974 года рукоположён в сан иеромонаха. В 1975 году затем окончил богословский факультет Бухарестского университета.
По окончании обучения, в начале 1977 года, поставлен учителем семинарии Трех святителей в монастыре Крка. В 1979 году прошёл преподавательский экзамен и в 1980 году был назначен исполняющим обязанности ректора семинарии, а затем её ректором в 1987 году.
В том же 1987 году он был избран викарным епископом Топлицким и назначен помощником владыки Саввы в управлении Среднезападно-Американской епархией. 12 июля 1987 года состоялась его архиерейская хиротония, которую возглавил Патриарх Герман в сослужении с четырьмя епископами.
В 1988 году епископ Митрофан был избран управляющим Среднезападно-Американской епархией.
5 октября 1991 года назначен епископом Восточно-Американским.
В 1997 году на Богословском факультете Сербской Православной Церкви в Белграде защитил докторскую диссертацию на тему «Тайна Христова по Посланиям к Ефесянам, Филиппийцам и Колоссянам святого апостола Павла». Опубликовал много богословских трудов, как своих, так и переводных с румынского.
Епископ Митрофан является преподавателем Священного Писания Нового Завета в Духовной семинарии святого Саввы в Либертивилле.
26 мая 2016 года решением Архиерейского собора Сербской православной церкви переведён на Канадскую епархию. 18 сентября 2016 года храме всех сербских святителей в Миссиссоге состоялась его интронизация.